# Adelheid Roosen
Adelheid Roosen (Breda, 30 giugno 1958) è una produttrice teatrale, attrice, scrittrice e insegnante di recitazione olandese.
È direttrice artistica di Female Economy, insieme a Ola Mafaalani.

## Biografia
Roosen viene da una famiglia cattolica ed è stata inizialmente educata in una scuola gestita da suore. Avendo lavorato come creatore di spettacoli teatrali dagli anni Ottanta, Roosen ha potuto perseguire successivamente una carriera nel cinema e in televisione. Nel 1987 è diventata insegnante di recitazione alla Amsterdam Toneelschool &amp; Kleinkunstacademie. Nel 2000 diventa consigliere nel consiglio artistico di questa scuola.
Nel 1999 Roosen ha fondato la società Female Economy, di cui continua ad essere la direttrice artistica. Nel 2021 entra in duo di leadership artistica con il regista Ola Mafaalani .
Nel 2003 scrive il programma teatrale De Gesluierde Monologen (ispirandosi a De Vagina Monologen, in cui recita una parte), in cui donne musulmane parlano di intimità e sessualità. Ha anche eseguito questi monologhi in Turchia, alla Camera dei Rappresentanti e all'istruzione secondaria pre-professionale. Con la performance Is•Man (sui delitti d'onore nelle famiglie turche e curde), Roosen si è immersa ancora una volta nell'Islam e nel mondo musulmano. Ora, attraverso la donna, rivolge la sua attenzione all'uomo. Le opere De Gesluierde Monologen e Is•Man sono andate in tournée in America a metà del 2007 e sono state messe in scena in varie città tra cui New York e Boston. Successivamente, il tour è stato portato anche a Berlino, Turchia/ Ankara, Egitto, Giordania, Pakistan, Nigeria, Parigi, Francia, Svizzera e Canada.
Roosen è nota per le sue affermazioni dirette e talvolta crudeli e che rompono i tabù e per la sua personalità davvero sorprendente. Ha recitato in opere di Shakespeare (Il mercante di Venezia, Romeo e Giulietta) e nel cabaret.
Nel 2009, Roosen è stata tra i tre vincitori dell'Amsterdam Prize for Art, del valore di 35.000 euro. Il 21 giugno 2015 ha ricevuto il Premio Dr. JP van Praag dell'Associazione Umanista. Nel dicembre dello stesso anno è stata premiata con il Loden Leeuw come la celebrità olandese più irritante in uno spot pubblicitario. Il 1 aprile 2016 è stata nominata all'Accademia delle Arti.
Roosen ha ricevuto il premio triennale Gilder/Coigney International Theatre Award dalla League of Professional Theatre Women il 23 ottobre 2017 a New York per il suo "metodo di adozione" in cui i produttori teatrali vengono adottati per diverse settimane dai residenti per approfondire il contatto con l'altro, raccogliere storie di vita e realizzare spettacoli insieme in luoghi caratterizzati da elevata vulnerabilità sociale, sia in patria che all'estero. (2003 Gesluierde monologen/ Les monologues voilés ; 2006 Dive africane! ; 2011 a You I call the Other: Syria, Damasco, Tepito / Città del Messico, Juárez, WijkSafari Utrecht (Zuilen, Ondiep e Overvecht), Groningen, Amsterdam Bijlmer, Slotermeer, De Banne/Floradorp)
Nel 2018, è stata trasmessa dall'emittente Human la serie in quattro parti "In de Leeuwenhoek" (casa di cura di Rotterdam), la ricerca che Roosen ha svolto con Hugo Borst per l'assistenza umana nella demenza. Seguiti dalla serie in quattro parti "Thuis op Zuid", continuano la loro ricerca a Rotterdam South, che sarà trasmessa nel 2020 dall'emittente Human.

### Vita personale
Adelheid Roosen ha avuto una relazione con l'attore Titus Muizelaar .

## Premi
- 1982 - Premio Pall Mall Export con Purple
- 1990 - Premio Proscenium per i dipendenti per "Sveglia dolorosamente lenta"
- 1997 - Vitello d'oro per le attrici del film Broos
- 2009 - Premio Amsterdam per l'arte
- 2012 - Premio Proscenio come Direttore Artistico di Economia Femminile & Zina
- 2015 - Loden Leeuw per lo spot più fastidioso nella categoria Premio Personalità
- 2015 - dott. Premio JP van Praga
- 2017 - Premio Gilder/Coigney International Theatre

## Opere

### Teatro

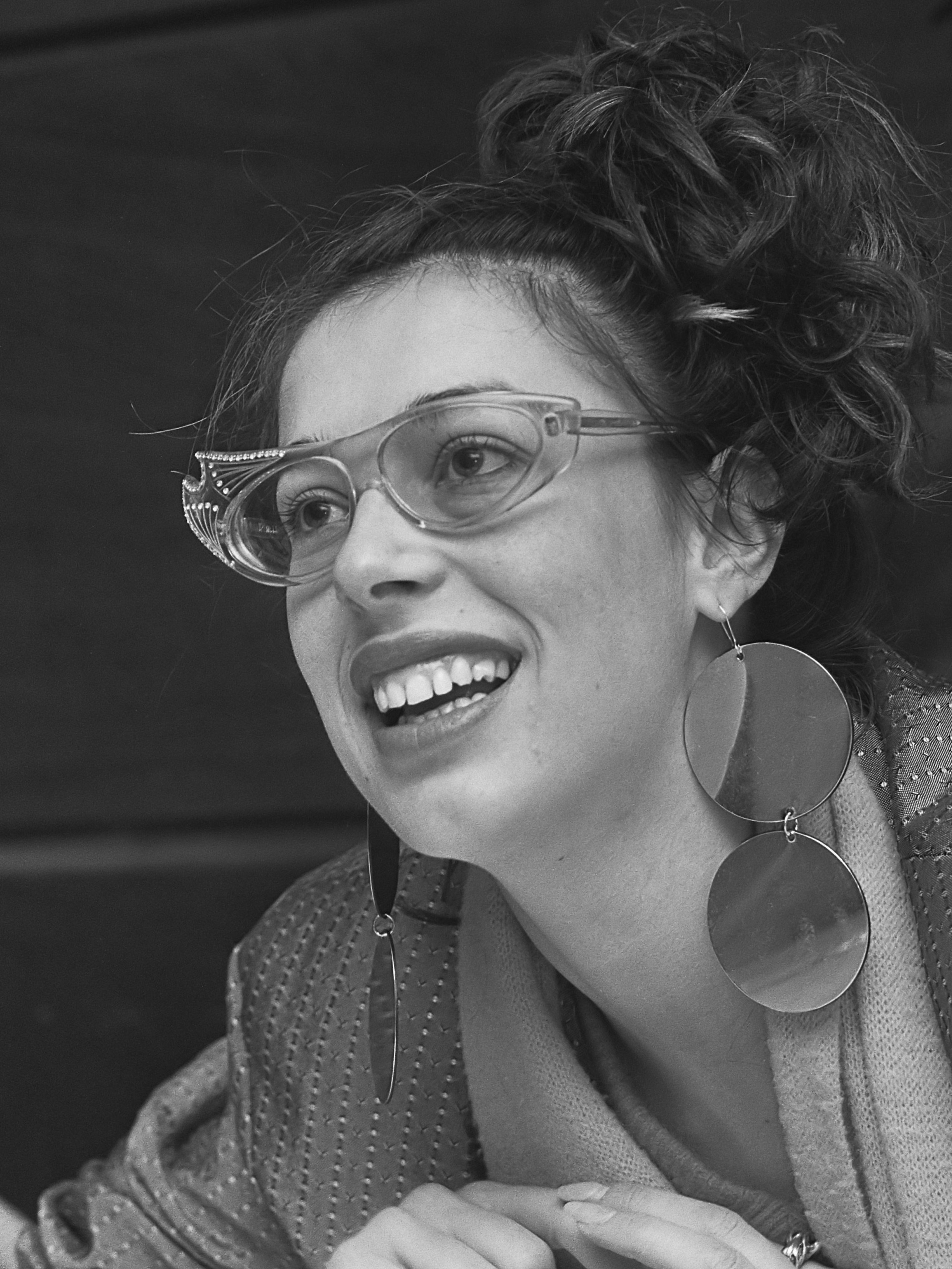
Adelaide Roosen (1985)

Adelheid Roosen ha avuto ruoli nei seguenti programmi.
- 1982-1987: Song and Joke Poetry (come membro dei Purple; ha vinto il Pall Mall Export Prize)
- 1988-1989: Trembling from Head to Toe (solo, basato su un libro di Clarice Lispector)
- 1990-1991: Svegliarsi dolorosamente lentamente (solo; ha vinto il boccascena)
- 1991: Sustained Soft (solo)
- 1993: L'approvazione (insieme a Moniek Kramer)
- 1993: Purple Gala (13 spettacoli con Haye van der Heyden, Frans Mulder e Karin Bloemen)
- 1994: All'ombra del sole (insieme a George Groot)
- 1995: Niet Trind (concerto teatrale, con Karin Bloemen, Ricky Koole, Carolyn Watkinson, Rocq-E Harrell e Leoni Jansen)
- 1997: Inginocchiati con la tua gamba buona (commedia, testo in collaborazione con attori)
- 1998-1999: Female Factory (concerto con 13 donne provenienti da 11 paesi diversi; regista, cantante e co-produttrice)
- 2000: Viaggia!
- 2001: I monologhi della vagina (con, tra gli altri, Adèle Bloemendaal, Katja Schuurman e Nelly Frijda)
- 2002: The Merchant of Venice (come membro del Toneelgroep Amsterdam, ruolo di Portia)
- 2002-2003: paesaggi belgi
- 2004: Romeo e Giulietta (come membro del Toneelgroep Amsterdam, ruolo di Engel)
- 2013: Hetty & George (insieme a George Groot)
- 2019: Rijsen&Rooxman, DeDikkeMuiz&Sjors (testo e gioco)

### Regia
Regia di Adelheid Roosen.
- 1999: Five on your eyes (direzione)
- 2000-2002: De Suite (musicisti classici moderni, direzione)
- 2000-2002: Valse Wals, Bankstel, Zucht (tre spettacoli in parata di Orkater ; regia)
- 2001-2002: Fame, Sara Kroos (regista)
- 2001-2002: Perdona, non sanno quello che fanno, The Flowering Virgins (regista)
- 2002-2003: Stomaco vuoto, Le vergini fiorite (regista)
- 2003-2007: I monologhi velati (idea, testo, regia)
- 2003-2005: Lam, Sara Kroos (direttore)
- 2006-2007: Sweet Voice, Sara Kroos (regista)
- 2006-2007: African Divas!, Bushi Mhlongo e Yinka Adesina (regia e composizione)
- 2008: Is.man (testo e regia)
- 2010: subentra Zina (regia in collaborazione con Olà Mafalaani)
- 2011: #Moes (direzione artistica, in collaborazione con la Veenfabriek)
- 2012: Safari di quartiere | Slotermeer (idea e direzione)
- 2013: Safari di quartiere | Utrecht (idea e direzione)
- 2014: Safari di quartiere | En Tepito (idea e regia)
- 2014: L'incrocio (direzione e concept)
- 2015: Safari di quartiere | IT Tepito 2.0 (direzione e concept)
- 2015: Safari di quartiere | Bijlmer (direzione e concept)
- 2015: Non più senza di te (regia e design)
- 2016: Safari di quartiere | Juarez (direzione e concept)
- 2017: Safari di quartiere | Fa scuola (direzione e concetto)
- 2017: Yo nunca Lloro (direttore)
- 2017: Monologhi velati (testo e regia)
- 2018: Safari di quartiere | AZC (direzione finale e concept)
- 2018: Homeless (regia e montaggio in collaborazione con Thibaud Delpeut)
- 2020: Dio è madre (direzione finale ism Marco Azzini)

### Televisione
Roosen ha partecipato ai seguenti programmi televisivi:
- 1984-1985: The Other Net (insieme a Ivo Niehe e Ron Brandsteder)
- 1986-1987: Nachtshow di VARA (commedia e testi con, tra gli altri, Jack Spijkerman, Titus Tiel Groenestege e Bavo Galama ; VARA)
- 1987: De Nacht (con Karin Bloemen, sequel di Nachtshow di VARA; VARA)
- 1988: Ravotta Bizzarra (commedia e testi con Jack Spijkerman, Titus Tiel Groenestege e Bavo Galama; VARA)
- 1988: De Familie Braaksma in vacanza (testo, regia e recitazione; VARA)
- 1992-1993: Lolapaloeza (insieme a Meral Uslu ; VPRO)
- 1993: Ko de Boswachtershow (testo e gioco; AVRO)
- 1994: Kikubua (documentario con Meral Uslu ; RVU)
- 1995: Christmas à la Bloemen (piccolo ruolo di Maria)
- 1995: Rapporto sulla Conferenza delle donne di Pechino
- 1996: Un'arma di fiori (insieme a Karin Bloemen)
- 2012: The Chest (ospite principale; EO)
- 2015: Your Wife, My Wife VIPS (come partecipante)
- 2018: In De Leeuwenhoek (Human) insieme a Hugo Borst
- 2020: A casa su South (Human) insieme a Hugo Borst

### Film
Roosen ha contribuito ai seguenti film:
- 1985: Paesi Bassi, uno stagno pieno di cerchi
- 1985: Quando suona la campana di soccorso[5]
- 1986: La mamma è arrabbiata!
- 1992: Il coltellino tascabile
- 1994: Kikubwa (documentario)
- 1997: Broos (basato sull'opera teatrale Broos ; le è valso un Golden Calf)
- 2004: Lulù
- 2008: Jan Mesdag canta Brel
- 2009: Shylock
- 2009: mamma
- 2009: Dolle Zina (documentario)
- 2010: No Man's Land (documentario di Marjoleine Boonstra)
- 2014: Broker
- 2021: Doulas of the City (Idea, Iniziativa e direzione. in collaborazione con Maasja zii)